# جان أوغوستا
جان أوغوستا (بالتشيكية: Jan Augusta)‏ هو قسيس وكاتب تشيكي، ولد في 1500 في براغ في التشيك، وتوفي في 13 يناير 1572 في ملادا بوليسلاف في التشيك.